# 이상익 (1956년)
이상익(李尙益, 1956년 7월 7일 ~ )은 대한민국의 정치인이다. 제47·48대 전라남도 함평군수이다.

## 학력
- ~ 1969 : 함평읍 성남국민학교 졸업
- 1969 ~ 1972 : 함평중학교 졸업
- 1973 ~ 1976 : 함평농업고등학교 졸업
- 2005 ~ 2009 : 초당대학교 사회복지학 학사

## 경력
- 2018.10 ~ 2020.08 : 더불어민주당 전라남도당 부위원장
- 2020.04 ~ : 제47·48대 민선 7·8기 전라남도 함평군수 (초선, 더불어민주당)
- 2022.07~: 전국농어촌지역군수협의회 부회장

## 역대 선거 결과
|  | 52.97% |

|  | 80.15% |

| 전임 이윤행 (권한대행)나윤수 | 제47·48대 전라남도 함평군수 2020년 4월 16일 ~ |  |